# استون (فیلم ۲۰۱۰)
استون (به انگلیسی: Stone) نام فیلم درام به کارگردانی جان کوران و محصول سال ۲۰۱۰ میلادی می‌باشد. در این فیلم بازیگران مطرحی هم‌چون رابرت دنیرو، ادوارد نورتون و میلا یوویچ به ایفای نقش پرداخته‌اند.

## خلاصه داستان
مادیلین مابری، مادر جوان، دختر کوچکش را می‌خواباند در حالی که همسرش جک مشغول تماشای گلف در تلویزیون است. وقتی کودک به خواب می‌رود، مادیلین پایین می‌آید و به جک اعلام می‌کند که او را ترک خواهد کرد. جک به سرعت به اتاق خواب بالا می‌دود و دخترشان را از پنجره بیرون می‌گیرد و تهدید می‌کند که اگر مادیلین برود، او را رها خواهد کرد. مادیلین تسلیم می‌شود.  
سال‌ها بعد، جک و مادیلین پس از بازگشت از کلیسا، بعدازظهری آرام را در خانه سپری می‌کنند. جک مثل همیشه مشغول تماشای تلویزیون و نوشیدن مشروب است. نیمه‌شب، تماس تلفنی آن‌ها را از خواب بیدار می‌کند. جک گوشی را برمی‌دارد و صدای یک زن را می‌شنود.  
صبح روز بعد، جک که افسر مشروط در یک زندان است، سر کار می‌رود. او به دفتر مدیر زندان احضار می‌شود. در این جلسه، موضوع بازنشستگی قریب‌الوقوع او مطرح می‌شود. جک درخواست می‌کند که تمام پرونده‌های زندانیانش تا زمان بازنشستگی نزد او باقی بماند تا بتواند بررسی نهایی پرونده‌های آن‌ها را شخصاً به پایان برساند.  

## نقش‌ها
- رابرت دنیرو در نقش جک مبری
- ادوارد نورتون در نقش جرارد «استون» گریسون
- میلا یوویچ در نقش لوستا